# Fissidens jap-amabilis
Fissidens jap-amabilis är en bladmossart som beskrevs av Kyuichi Sakurai 1937. Fissidens jap-amabilis ingår i släktet fickmossor, och familjen Fissidentaceae. Inga underarter finns listade i Catalogue of Life.